# Gary Miller (chanteur)
Pour les articles homonymes, voir Miller et Gary Miller.
Gary Miller (né Neville Williams en 1924 à Blackpool et mort le 15 juin 1968) est un chanteur anglais.

## Discographie partielle

### Singles
| Année | Titre                                                                     | Label    | UK Singles Chart |
| ----- | ------------------------------------------------------------------------- | -------- | ---------------- |
| 1955  | The Yellow Rose of Texas                                                  | Nixa     | #13              |
| 1956  | Robin Hood                                                                | Nixa     | #10              |
| 1957  | The Garden of Eden (en)                                                   | Pye Nixa | #14              |
| 1957  | Wonderful! Wonderful! (en)                                                | Pye Nixa | #29              |
| 1958  | The Story of My Life (en)                                                 | Pye Nixa | #14              |
| 1961  | There Goes That Song Again / The Night is Young (And You're so Beautiful) | Pye      | #29              |